# Accident d'un Boeing 737 d'Occidental Petroleum
Le 5 mai 1998, un Boeing 737, loué à la Fuerza Aérea del Perú (Force aérienne péruvienne) et effectuant un vol charter pour Occidental Petroleum, s'est écrasé dans des conditions météorologiques défavorables, alors qu'il entamait son approche finale vers Andoas (en), un village proche de la frontière entre le Pérou et l'Équateur, tuant 75 des 88 personnes à bord ; onze passagers et deux membres d'équipage ont survécu au crash.
Occidental Petroleum a affrété cet avion pour transporter ses ouvriers vers le champ pétrolier de la province de Datem del Marañón, dans la région du Loreto. L'appareil impliqué, un Boeing 737-282 Adv âgé de 15 ans, était immatriculé FAP-351 (numéro de série 23041/962) et n'était entré en service dans la Force aérienne péruvienne que quelques semaines avant l'accident.

## Accident
Le vol a décollé de l'aéroport international Coronel FAP Francisco Secada Vignetta, à Iquitos, à 20 h 45 (heure locale) et il devait arriver à 21 h 17 Andoas (en), qui était alors la base d'opérations pour l'extraction pétrolière en Amazonie péruvienne.
Le 737 s'est écrasé vers 21 h 30, alors qu'il effectuait l'approche en suivant une balise non directionnelle (NDB) vers l'aéroport Alférez FAP Alfredo Vladimir Sara Bauer (en), situé à Andoas. L'avion s'est écrasé dans la jungle à 4,8 km de l'aéroport, se désintégrant sous la violence du choc et dispersant des débris et des corps calcinés sur un vaste périmètre.
Les équipes de sauvetages ont mis plus d'une journée à atteindre le lieu du crash, en raison du mauvais temps. Les survivants ont été transportés sur des civières, sous une pluie torrentielle, jusqu'à un poste médical à Andoas, car le mauvais temps empêchait leur évacuation par hélicoptère. Plus tard, un autre 737 de l'armée de l'air péruvienne s'est rendu à Andoas, transportant une équipe médicale, des experts en accidents aériens et des enquêteurs de la police péruvienne.